# Bertrand Cantat
Pour les articles homonymes, voir Cantat.
Bertrand Cantat, né le 5 mars 1964 à Pau dans les Basses-Pyrénées, est un auteur-compositeur-interprète, musicien et poète français.
Il est le chanteur du groupe Noir Désir, qui a connu un grand succès de la fin des années 1980 au début des années 2000. Durant ces années, il se distingue par son écriture poétique, ses interprétations puissantes et son engagement altermondialiste.
En 2003, il tue sa compagne, l'actrice Marie Trintignant, lors d'un épisode de violence conjugale à Vilnius en Lituanie. Condamné à huit ans de réclusion, il obtient en 2007 la liberté conditionnelle, puis une libération totale en juillet 2010.
Après sa libération de prison, Bertrand Cantat reprend ensuite sa carrière d'artiste, notamment avec la création du groupe Détroit, un retour sur le devant de la scène vivement critiqué, même si une partie de son public continue à lui rester fidèle.
Le féminicide de Marie Trintignant, et le suicide de son épouse Krisztina Rády en janvier 2010, continuent de susciter régulièrement des polémiques dans la presse autour de lui. La série documentaire De rockstar à tueur : le cas Cantat, diffusée en 2025 et particulièrement médiatisée, entraîne la réouverture d'une enquête sur la mort de sa femme survenue quinze ans plus tôt.

## Biographie

### Origines et famille
Bertrand Cantat naît le 5 mars 1964 à Pau dans les Basses-Pyrénées, d'un père parachutiste ayant servi durant les guerres d'Indochine et d'Algérie, et qui a ensuite réintégré la vie civile, et d'une mère institutrice devenue femme au foyer,. Il passe sa jeunesse en Normandie, d'abord à Lillebonne dans le quartier de Fontaine Bruyère, puis à Notre-Dame-de-Gravenchon où il étudie au collège Louis-Pasteur.
En 1980, sa famille déménage de la région du Havre pour s'installer à Bordeaux. Bertrand Cantat a un frère aîné, Xavier, photographe et élu écologiste à la mairie de Villeneuve-Saint-Georges en 2008, également ancien compagnon de Cécile Duflot. Sa sœur cadette, Ann, photographe, est morte en janvier 2018.
Vers l’âge de onze ans, il écoute MC5, un groupe avant-gardiste de la fin des années 1960, originaire de Detroit dans le Michigan, réputé pour sa sauvagerie sonore et son attitude subversive. Ses parents, qui n'écoutent que très peu de disques, essentiellement de la musique classique ainsi que Georges Brassens et Jacques Brel, poussent plutôt leurs enfants à la lecture. À treize ans, il commence à écrire des textes et découvre The Doors. L’arrivée du punk l’encourage à jouer dans un groupe. Par la suite, il se passionne pour The Gun Club, formation de Jeffrey Lee Pierce.

### Vie personnelle
En 1997, Bertrand Cantat épouse Krisztina Rády avec qui il a deux enfants, Milo, né en 1997, et Alice, en 2002.
À la fin de l'année 2002, il quitte son épouse, alors enceinte, pour entamer une relation avec la comédienne Marie Trintignant, elle-même mariée à Samuel Benchetrit.
Après sa libération de prison en 2007, il retourne vivre avec Krisztina Rády. À la suite du suicide de cette dernière en 2010, il obtient la garde de leurs deux enfants,, alors âgés de 7 et 13 ans[réf. nécessaire]. 

### 1980 à 2002: Période Noir Désir

#### 1980 à 1988: Formation et débuts de Noir Désir
En classe de seconde au lycée Saint-Genès à Bordeaux, à l'âge de seize ans, il rencontre Serge Teyssot-Gay. Ensemble ils recrutent par petite annonce les autres futurs membres du groupe Noir Désir : Denis Barthe qui joue de la batterie, et Frédéric Vidalenc qui joue de la basse. Comme à l'époque il ne sait jouer d'aucun instrument, Bertrand opte pour le chant. Le jeune groupe bordelais, d'inspiration new wave, se baptise un temps Psychoz — et gagne sous ce nom un tremplin rock organisé par FR3. Un second nom sera « 6.35 », puis ce sera « Noirs Désirs » (au pluriel). Bertrand Cantat répète avec ses amis en amateur entre 1981 et 1984.
Au cours de ces premières années, le groupe se produit dans les bars de Bordeaux, notamment au Chat Bleu. En ce début des années 1980, Bordeaux foisonne de nouveaux groupes, comme Camera Silens, Parfum de Femme, Réverbère, Stillettos, Les Exemples, Gamine, Les Standards, Strychnine ou Nightshift. Jusqu’en 1984, il y a une forte émulation entre les formations, avec de nombreux concerts et même un festival local, « Les Boulevards du rock ».
En 1986, Noirs Désirs réalise une maquette. Theo Hakola, ancien chanteur d’Orchestre rouge, et meneur de Passion Fodder, l’écoute avec enthousiasme et décide d’aider le groupe. Par son intermédiaire, le groupe rencontre Philippe Constantin, directeur de Barclay, et signe un contrat d'un an renouvelable sous le nom Noir Désir (au singulier). Theo Hakola produit par ailleurs le premier album du groupe Où veux-tu qu'je r'garde ?, qui sort début 1987. Ce disque ne comporte que six titres et se rapproche donc davantage du format EP ou mini-LP. En deux mois, ce premier essai se vend à 5 000 exemplaires. Noir Désir tourne en France et se produit à Paris, notamment au Rex Club.

#### 1988 à 1992: Succès de Noir Désir
En 1989, Noir Désir sort son second album, Veuillez rendre l'âme (à qui elle appartient), produit par Ian Broudie. L’énergie du deuxième opus est plus contenue, plus maîtrisée que celle du précédent. L'album est bien accueilli et le single Aux sombres héros de l'amer entre au Top 50. Face à ce succès, Noir Désir refuse de faire sa promotion dans les émissions grand public à la télévision. Préférant se concentrer sur leurs performances scéniques. ils s’embarquent pour une longue tournée à travers la France, mais aussi en URSS, Canada, et Tchécoslovaquie. Lors des concerts, le groupe se distingue par son intensité scénique. Bertrand Cantat, en particulier, est reconnu pour ses performances intenses et son engagement sur scène. À l'instar de Jim Morrison, il aborde la scène comme une séance de chamanisme, alternant transes et périodes plus calmes.
L'album Du ciment sous les plaines est publié en février 1991. Malgré l'absence de promotion et de single majeur, il s'écoule à plus de 120 000 exemplaires. Noir Désir entame ensuite une tournée qui s'étend jusqu’en juillet 1991, marquée par plusieurs concerts à guichets fermés à l'Élysée Montmartre à Paris, ainsi que des performances à Bruxelles et Tokyo. Cette période intense laisse le groupe épuisé. Bertrand Cantat, dont les cordes vocales sont fragilisées, tombe en syncope sur scène lors d'un concert à Besançon en 1991, forçant le groupe à arrêter sa tournée. Dans le magazine Les Inrockuptibles, Cantat évoque ses syncopes répétées, affirmant qu'elles surviennent fréquemment après des périodes de transe, surtout en fin de tournée lorsqu'il est épuisé, mais parfois aussi lorsqu'il est reposé. À la suite de ces événements, Cantat part en Amérique centrale, voyageant à travers le Mexique, Cuba et le Guatemala. Incapable de supporter la pression liée au succès et au rythme des représentations, il ne souhaite plus rentrer en France.
L'album Tostaky (contraction de todo está aquí) paraît début décembre 1992. La voix de Cantat est mixée moins en avant que précédemment. Le single Tostaky (le continent) atteint la 21e place du Top 50 et l’album est disque d’or peu de temps après sa sortie. L'album rencontre un grand succès, de même que la tournée qui suit. Bertrand Cantat subit une opération des cordes vocales en 1994, après la tournée très intense de l'album Tostaky.

#### 1996 à 2002: Le groupe à son apogée
En novembre 1996 paraît l'album 666.667 Club ; Fred Vidalenc est remplacé par Jean-Paul Roy à la basse. Musicalement, ce nouvel opus oscille entre morceaux rock (Fin de siècle, L'Homme pressé, Un jour en France, Comme elle vient, Lazy, etc.) et d’autres aux tempos plus lents (À la longue, Ernestine avec Félix Lajkó au violon, À ton étoile, Septembre en attendant). Début 1998, 666.667 Club dépasse les 700 000 ventes.
En 1998, Noir Désir participe à Aux suivants, album collectif en hommage à Jacques Brel, reprenant Ces gens-là. Bertrand multiplie alors les collaborations. En 1997, il chante avec 16 Horsepower sur Fire Spirit et The Partisan, deux morceaux de l'album Low Estate (il s'agit de sa première collaboration avec le bassiste Pascal Humbert, futur membre de Détroit). Il tourne également aux côtés d’Akosh S.. En 1998, il chante avec Giorgio Canali (ancien ingénieur du son du groupe durant la tournée Dies Irae) sur 1, 2, 3, 1000 Vietnam. En décembre 1998, il participe à la Black session de Yann Tiersen et interprète À ton étoile avec un quatuor à cordes (un enregistrement de ce concert sort en novembre 1999). En 2000, il chante avec Denez Prigent sur Daouzek huñvre (douze rêves) de l'album Irvi.
D’autres collaborations se font avec Noir Désir au complet : avec Alain Bashung (Volontaire sur sa compilation intitulée Climax, parue en 2000) ; avec Têtes Raides (L’Identité sur Gratte poil sorti en 2000) ; Brigitte Fontaine (Bis Baby Boum Boum sur son album Kékéland, et L'Europe sur Des visages des figures de Noir Désir, les deux albums étant sortis en 2001) ; et Manu Chao (Le vent nous portera sur Des visages des figures également). En 2001, le groupe reprend Le Roi de Georges Brassens sur l'album hommage Les Oiseaux de passage. Dès juillet 2001, le simple Le vent nous portera, ballade avec Manu Chao à la guitare et Akosh S. à la clarinette, envahit les ondes, précédant la sortie de l'album Des visages des figures en septembre.
Le 21 juillet 2002, lors d'un concert au couvent des Ursulines de Montpellier, dans le cadre du festival de Montpellier/ Radio France, Betrand Cantat, accompagné des musiciens de Noir Désir, lit un long poème inédit intitulé Nous n'avons fait que fuir. Un album en est tiré, qui sort deux ans plus tard, peu après l'incarcération de Bertrand Cantat.
En 2003, il fait ses premiers pas en tant qu'acteur dans le court métrage La Petite Fille de Licia Eminenti aux côtés de Garance Clavel.

### 2003 à 2010: Déchéance

#### Fin de Noir Désir
Entre 2003 et 2008, Noir Désir est en pause du fait de l'incarcération de Bertrand Cantat. Le 12 novembre 2008, le groupe propose deux nouveaux morceaux en téléchargement gratuit sur son site officiel : un titre inédit, Gagnants / Perdants (Bonne nuit les petits), puis une reprise du classique Le Temps des cerises. Pour cette reprise, le morceau est enregistré avec Estelle et Romain Humeau à la basse et à la batterie, Serge Teyssot-Gay à la guitare et Bertrand Cantat au chant. Selon un message laissé sur le site : « La chanson, Gagnants/ Perdants a été enregistrée par Noir Désir, en réaction au contexte actuel [de crise économique], politique et humain dans toute l’acception du terme. Impossible d’attendre pour la mettre à disposition. »
En dehors de ce message, le groupe fait le choix d'une politique de silence médiatique et ses membres comme sa maison de disques refusent de commenter la sortie de ces morceaux.
Le 2 octobre 2010, Bertrand Cantat remonte sur scène lors du festival Les Rendez-vous de Terres Neuves à Bègles. Sans ses trois acolytes de Noir Désir, il accompagne ses amis du groupe Eiffel pour trois chansons. Toujours en octobre, il enregistre un duo avec Brigitte Fontaine, Les Vergers, lequel figurera sur le disque L'un n'empêche pas l'autre.
Vers novembre 2010, Bertrand Cantat enregistre avec le groupe une reprise de la chanson Aucun express d'Alain Bashung, dans le cadre du projet d'album hommage Tels Alain Bashung. Ce sera le dernier enregistrement de Noir Désir. Le 29 novembre 2010, le guitariste Serge Teyssot-Gay annonce son départ de Noir Désir. Le lendemain, le batteur Denis Barthe annonce la fin du groupe,,.
Dans son livre Noir Désir, à l'envers à l'endroit paru en 2012, Marc Besse rapporte des propos que lui aurait tenus Denis Barthe : selon ce dernier, la fin de Noir Désir a été provoquée par un dîner ayant réuni les membres du groupe en novembre 2010. Au cours de cette soirée, selon le témoignage de Denis Barthe : « D’un coup, dans la discussion, Bertrand a complètement changé et s’est comporté comme une ordure. […] Il s’est positionné comme une victime. Vilnius, ce n'était pas de sa faute... Comme si Marie avait glissé sur une savonnette. Krisztina ce n'était pas de sa faute, elle était malheureuse, etc. Il nous a tous accusés d’avoir besoin de sa notoriété. » L'attitude de Bertrand Cantat, ce soir-là, aurait directement entraîné le départ de Serge Teyssot-Gay deux jours plus tard. Le guitariste avait alors évoqué des « désaccords émotionnels, humains et musicaux » et un « sentiment d’indécence ».
Bertrand Cantat livre sa version dans une interview au magazine Les Inrockuptibles en 2013 : « On s’était finalement construits autour de certains tabous, une forme de mensonges, d’omissions. Comme dans toute famille. Mais là, j’ai eu l’impression qu’on n’allait pas crever l’abcès et qu’on se foutait de ma gueule – et dans ces conditions, je ne suis pas un type formidable. Si on me cache des trucs, si on manque de courage ou d’éthique, je deviens très con. J’ai fini par dire des choses sur lesquelles on ne pouvait plus revenir. Des choses qu’ils n’étaient pas capables d’entendre ».

### Depuis 2011: l'après Noir Désir

#### Théâtre:Le Cycle des femmes(2011)
Le 5 avril 2011, Le Devoir, quotidien de Montréal, annonce que Bertrand Cantat, Pascal Humbert, Bernard Falaise et Alexander MacSween ont écrit la musique du spectacle de Wajdi Mouawad Le Cycle des femmes : trois histoires de Sophocle (Les Trachiniennes, Antigone, Electre) qui sera présenté lors du festival d'Avignon puis au Théâtre du Nouveau Monde (TNM) de Montréal,. Ce choix d'intégrer Cantat à la pièce crée une controverse à Avignon où, par absence de coordination entre les différents organisateurs, Jean-Louis Trintignant est lui aussi programmé avant qu'il ne se retire (tout comme le fait Cantat quelques heures plus tard « par respect pour la douleur » de Jean-Louis Trintignant).
Au Québec, à la suite de cette controverse, le TNM annonce que Bertrand Cantat ne montera pas sur la scène du théâtre. Un des motifs de cette vive réaction tient au fait que Bertrand Cantat devait jouer dans des pièces parlant de femmes et évoquant les violences faites aux femmes.
Finalement, c'est au Rocher de Palmer à Cenon, près de Bordeaux, que le projet voit le jour, du 28 juin au 2 juillet 2011. Suit la même année une tournée dans plusieurs théâtres francophones, dont le Théâtre Nanterre-Amandiers, le Théâtre des Célestins à Lyon, Le Grand T à Nantes, la Comédie de Genève.
La performance artistique de Bertrand Cantat dans le rôle du chœur antique est saluée de façon unanime par la critique,,,. Le 17 novembre 2011, la musique du spectacle sort dans un album diffusé sur les plateformes de téléchargement légal par les éditions Actes Sud sous le titre Chœurs, sans toutefois la reprise du titre Les Vergers de Brigitte Fontaine et Areski Belkacem (utilisé sur scène pendant l’enterrement d’Antigone).
En 2014, la pièce Antigone est présentée au Liban lors du festival de Beiteddine. En 2015, Le Cycle des femmes est intégré au spectacle Le Dernier Jour de sa vie, 7 tragédies de Sophocle au Théâtre du Manège à Mons.

#### Collaborations et projets divers (2011-2012)
En 2011, Bertrand Cantat co-écrit et interprète le titre Palabra mi amor avec le groupe Shaka Ponk,. Le 25 novembre 2011, il remonte sur scène avec le groupe lors du rappel de leur concert au Zénith de Paris.
Le 30 janvier 2012, il rejoint Brigitte Fontaine sur la scène du Trianon pour interpréter en duo Les Vergers, ainsi que Bis Baby Boum Boum, et lors du rappel Soufi, où il se substitue à Grace Jones. Bertrand Cantat participe également à l'enregistrement en Afrique de Folila, le nouvel album du duo malien Amadou et Mariam prévu pour le 26 mars 2012, sur lequel il est présent sur six titres, notamment Oh Amadou,,.
Au festival des Eurockéennes de Belfort, le 29 juin 2012, il est présent au début et à la fin du concert d'Amadou et Mariam, chantant sur plusieurs titres soit dans les chœurs, soit en solo ; puis quelques heures plus tard, il remonte sur scène avec le groupe Shaka Ponk pour interpréter avec eux le titre Palabra mi amor. Il se produit également avec ce groupe pour trois chansons lors de leur concert à Bercy en janvier 2013 (reprises de Avec le temps de Léo Ferré, de Gimme Shelter des Rolling Stones, et Palabra Mi Amor). Les 29 mars et 30 mars 2013, il participe à la reprise au Cent Quatre du spectacle Dernières nouvelles de Frau Major en hommage à Alain Bashung où il interprète Comme un Lego.

#### Projet Détroit (2013-2014)

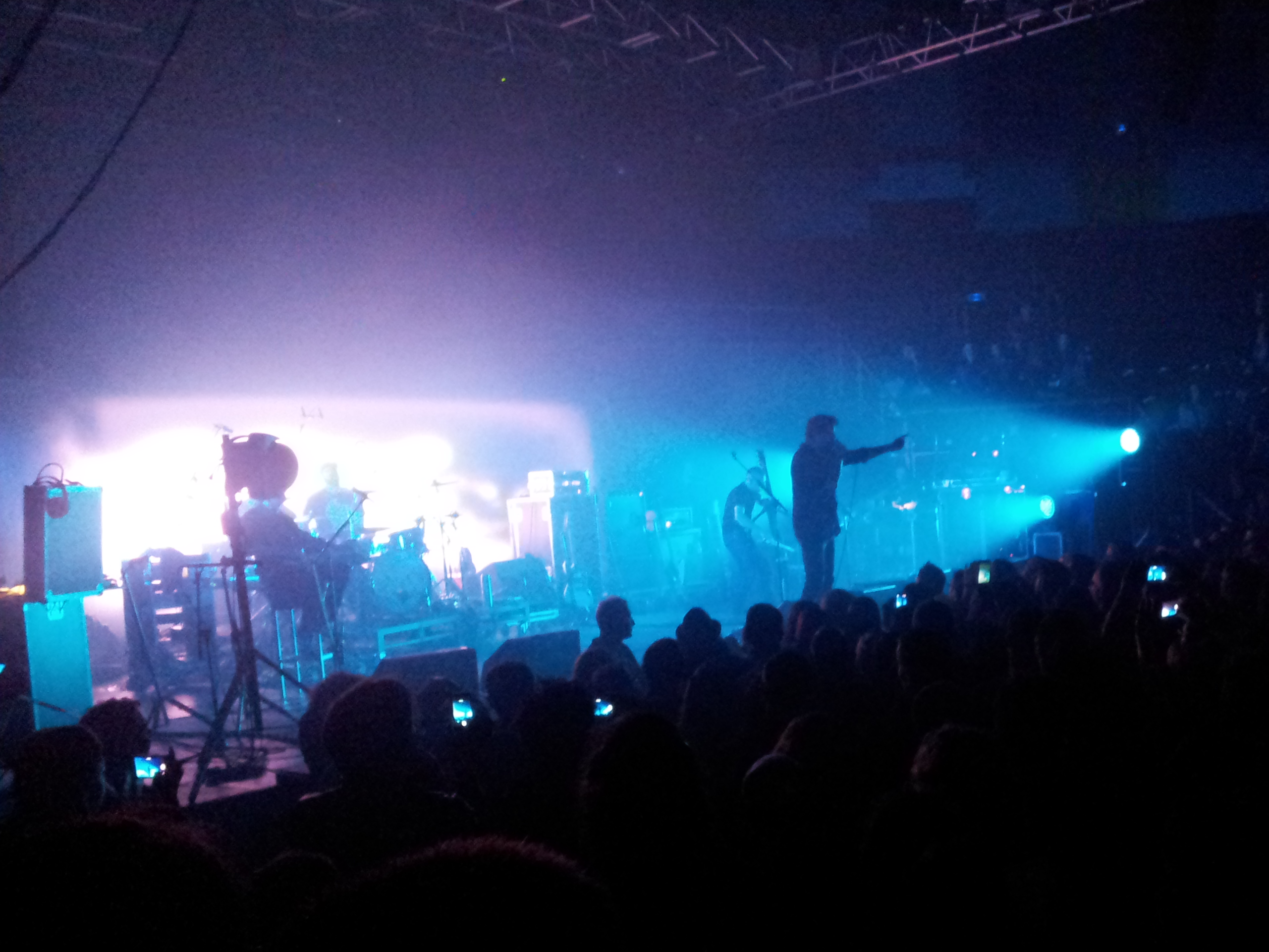
Bertrand Cantat en concert avec Détroit en 2014 à Amiens.

Le mercredi 16 mars 2011, le quotidien 20 minutes annonce dans son édition suisse que Bertrand Cantat est sur le point de reformer un groupe avec Pascal Humbert, ancien membre du groupe 16 Horsepower.
Le 30 septembre 2013 paraît la chanson Droit dans le soleil, premier titre du nouveau groupe Détroit formé par Bertrand Cantat et Pascal Humbert dont le premier album intitulé Horizons, annoncé depuis 2011, sort le 18 novembre 2013,. L'album est nommé aux Victoires de la musique en 2014 dans la catégorie « album rock ».
En 2014, Détroit se produit lors d'une tournée française de plus de 70 dates, qui passe notamment par le festival des Vieilles Charrues, les Eurockéennes de Belfort, Terres du son et plusieurs Zénith en France. Sur scène, le duo est complété par Bruno Green, co-réalisateur de l'album (claviers/guitare), Niko Boyer (guitare) et Guillaume Perron (batterie). La set list inclut des titres de Détroit et de Noir Désir. Le 3 novembre 2014 paraît un double album de concert, intitulé La Cigale.
La bande originale de Les Premiers, les Derniers, film de Bouli Lanners, est composée et interprétée par Pascal Humbert avec une participation de Bertrand Cantat,.

#### Projet Condor Live (2016-2017)
En 2016, le romancier Caryl Férey fait appel à Bertrand Cantat pour créer un spectacle de lecture musicale, d'un extrait de son roman Condor, accompagné des musiciens Marc Sens et Manusound. Le spectacle est présenté comme « une plongée en apnée, poétique, sombre et électrique, dans le Chili post-Pinochet » lors d'une tournée d'une vingtaine de dates qui passe par la Maison de la Poésie, le festival Mythos et les Correspondances de Manosque. Un coffret regroupant le roman et le spectacle est publié aux éditions Gallimard.

#### Nouvel album solo et polémiques (2017-2018)
Le 6 octobre 2017 sort le titre L'Angleterre. Cette chanson politique, parlant du Brexit et des migrants cherchant à atteindre l'Angleterre, est le premier extrait de l'album Amor Fati, publié par Bertrand Cantat en tant qu'artiste solo, bien qu'il soit accompagné de Pascal Humbert et de Bruno Green, qui avaient participé au projet Détroit. L'album sort le 1er décembre 2017.
Mais ce retour est entaché par les répercussions médiatiques et sociales de l'affaire Weinstein, dans un contexte de dénonciation des violences envers les femmes, surtout après la parution de deux articles des Inrockuptibles et du Point consacrés au chanteur.
L'hebdomadaire culturel Les Inrockuptibles est critiqué pour avoir mis en couverture Bertrand Cantat en raison de son passé judiciaire. L'intéressé s'exprime en ces termes : « Ça prend beaucoup de place, ça m'occupe chaque seconde. Mais on finit par retrouver un semblant de vie. Comme je ne connais pas le déni, je ne m'échappe pas. Je reste très seul avec tout ça. [J'accepte mon] destin. […] Ça ne veut pas dire que je vis sans regrets, sans remords. Il m'a fallu tout prendre, assumer les conséquences de mes actes. J'ai toujours été d'une clarté totale sur l'acceptation de mon jugement, de ma condamnation. »
Une tournée d'une vingtaine de dates est annoncée, démarrant en mars 2018. La setlist comporte des titres de l'album Amor Fati, mais aussi de Détroit et de Noir Désir. Bertrand Cantat, pour la première fois au thérémine en plus de la guitare et l'harmonica, est accompagné sur scène par Pascal Humbert, Bruno Green et Niko Boyer, ses anciens acolytes de Détroit, complétés par Fred et Laurent Girard à la batterie et la basse.
Des voix se font entendre, y compris de la part d’associations féministes, pour dénoncer le retour sur scène et la mise en lumière de Bertrand Cantat. La tournée est perturbée par des manifestations devant les salles de concerts, des appels au boycott ou des pétitions. En réaction, des magistrats et avocats,, ainsi que la ministre de la Culture, rappellent les libertés d'expression, de travail, et de création artistique prévues par la loi française. Le 12 mars 2018, après l'annulation de certains de ses concerts par les organisateurs, maires ou financeurs, le chanteur se retire des festivals d'été et publie une tribune sur Facebook. Lors de son dernier concert le 10 juin à Bruxelles, il sous-entend qu'il met un terme à sa carrière scénique.
En janvier 2020, sort sans la moindre promotion Débranché de Noir Désir, un album en concert acoustique enregistré en 1997 et 2002,.

#### Projet PAZ (2020)
Après Condor Live, Caryl Férey et Bertrand Cantat collaborent à un nouveau projet, Paz, d’après le nouvel opus du romancier se situant en Colombie dans une création originale entre les deux auteurs constituant une extension au roman. Le projet est présenté comme « un texte de poésie libre, sombre et onirique où prose et chansons se superposent », mis en musique par Laurent Girard, Manusound et Marc Sens.
Le 23 octobre 2019, un spectacle qui devait se tenir au Rocher de Palmer dans le cadre de ce projet, est annulé en raison de « pressions multiples »,.
Le 15 avril 2020, le clip de la chanson Ta Peau est mis en ligne . L'album Paz complet, publié chez le label Aparte,, est disponible au téléchargement en avril 2020, puis en vinyle en juin, de manière discrète et sans promotion. La version intégrale du projet, enrichies de narratifs, est publiée aux éditions Gallimard en novembre 2020.

#### Reformation de Détroit et nouvel album (2023-2024)
En 2023, le groupe Détroit se reforme avec ses membres fondateurs, Bertrand Cantat et Pascal Humbert, rejoints par Jérémie Garat, violoncelliste, guitariste et ingénieur du son. Le trio annonce la préparation d'un nouvel album autoproduit, et financé par le biais d'une campagne de financement participatif, une première pour Cantat sans le soutien d'une maison de disques. Le groupe choisit de ne pas accorder d'interviews, privilégiant l'expression musicale comme unique moyen de communication. En janvier 2024, le groupe sort le single L'Angle, et lance parallèlement une campagne de financement sur la plateforme participative Ulule, récoltant en une demie journée plus de 100 000 euros. Cet engouement suscite l'indignation de militantes féministes et l'appel au boycott de la plateforme, poussant Ulule à se désolidariser du projet tout en continuant à l'héberger. L'album, intitulé L'Angle, sort en décembre 2024. Le 25 juillet 2025, le groupe annonce sur Facebook faire une pause, ne sachant pas si cela signe la fin du groupe ou « une mue »,.

#### Série documentaireDe rockstar à tueur: le cas Cantat(2025)
Le 27 mars 2025, Netflix diffuse une minisérie intitulée De rockstar à tueur : le cas Cantat,. La série, fruit d'une enquête ayant débuté en 2016, revient sur les morts de Marie Trintignant et de Krisztina Rády, et connaît un grand succès de diffusion et médiatique. Le rôle de Cantat dans les morts des deux femmes, l'emprise qu'il a eue sur les deux ainsi qu'une forme d'omerta autour de lui sont décryptées,.
Un infirmier, témoignant sous couvert d'anonymat, rapporte les détails d'un rapport médical inédit concernant des violences conjugales subies par Krisztina Rády. Selon ses déclarations, le document décrit des blessures telles qu'un « décollement du cuir chevelu ainsi que de bleus et d'hématomes » , ce qui suggère selon lui, que Krisztina Rády aurait été saisie ou traînée par les cheveux avec une extrême violence,. Le documentaire parle aussi de violences psychologiques confiées à de rares proches,, et s'intéresse à un changement de regard sur le personnage depuis l'émergence du mouvement MeToo : la thèse du « crime passionnel » a fait place à celle d'un féminicide,,. La chanteuse Lio, amie de Marie Trintignant, rappelle que le genou de Cantat s'est vraisemblablement retrouvé sur la gorge de Trintignant, et que le médecin légiste avait parlé d'une « exécution ». Lio affirme avoir subi des conséquences négatives sur sa carrière pour avoir dénoncé publiquement la violence de Cantat,,.
Des décisions sont prises à la suite du documentaire. Le 8 avril, la radio Vibrations annonce qu'elle ne diffusera plus de musiques de Bertrand Cantat ni de Noir Désir,,.
Le 12 avril, le juge Philippe Laflaquière, à l'origine de la libération conditionnelle en 2007 pour bonne conduite, au bout de quatre ans de détention, déclare dans l'émission C l'hebdo qu'il pourrait s'être trompé dans son évaluation de la psychologie du chanteur,.
Le 24 juillet 2025, le parquet de Bordeaux confirme la réouverture d’une enquête « sur d’éventuels faits de violences volontaires » commis Bertrand Cantat sur Krisztina Rady.

## Écriture
Bertrand Cantat développe une écriture personnelle et poétique inspirée par Baudelaire, Mallarmé, Lautréamont, Rimbaud et Maïakovski. À partir de l'album Tostaky, il évolue vers des textes plus concis et imagés. Certains textes figurant dans 666.667 Club sont ouvertement politiques : il dénonce la montée du Front national dans Un jour en France, le culte de la réussite et de la vitesse dans L'Homme pressé, la mondialisation dans Fin de siècle.
Son processus de création artistique et les textes de Noir Désir font l'objet de deux livres : Noir Désir et l'expérience des limites de Dominique Emmanuel Blanchard, Yssev Jean et Bertrand Cantat et Le creuset des nues de Candice Isola.

## Prises de positions politiques
Dans les années 1990, Bertrand Cantat revendique une « liberté de penser » et présente des sympathies pour certaines idées des mouvements libertaires, par un soutien à la CNT (Confédération nationale du travail) en 2000, puis une orientation politique qui s'oriente vers un rejet de la mondialisation et donc un rapprochement avec les mouvements altermondialistes, ainsi qu'un rejet des thèses du Front national. Par ailleurs, il critique vivement l'Union européenne, dans la chanson L'Europe. En avril 1999, il manifeste son opposition aux lois relatives à l'immigration et Noir Désir participe à un concert de soutien au GISTI (Groupe d’information et de soutien des immigrés). Les Têtes Raides se joignent à eux pour plusieurs concerts en faveur de la liberté de circulation.
Le 9 mars 2002, lorsque Noir Désir reçoit la Victoire de la musique pour l'album rock de l'année et le clip de l'année, Bertrand Cantat prend la parole pour haranguer le groupe Vivendi — dont dépend leur maison de disques Universal — et son président, Jean-Marie Messier. Il lui reproche la récupération de leur nom comme alibi culturel quant à la diversité dont se prévaut le label français et déclare : « Et si nous sommes tous embarqués sur la même planète, on n'est décidément pas du même monde ! » En mai 2002, Noir Désir, les Têtes Raides, Dominique A, Yann Tiersen et Rodolphe Burger improvisent quatre concerts en France en réaction à la qualification de Jean-Marie Le Pen pour le second tour de l'élection présidentielle. En 2016, Bertrand Cantat participe, avec une dizaine d'autres artistes, à un clip de soutien aux opposants au projet d'aéroport de Notre-Dame-des-Landes.

## Affaires judiciaires

### Meurtre de Marie Trintignant

#### Les faits
Depuis fin 2002, Bertrand Cantat ne vit plus avec son épouse Krisztina Rády et entretient une relation avec la comédienne Marie Trintignant. Le 27 juillet 2003, un SMS reçu par cette dernière de la part de son ex mari Samuel Benchetrit génère une crise de jalousie de Cantat, et provoque une dispute dans leur chambre d'hôtel de Vilnius en Lituanie (où l'actrice joue dans le téléfilm Colette, une femme libre).

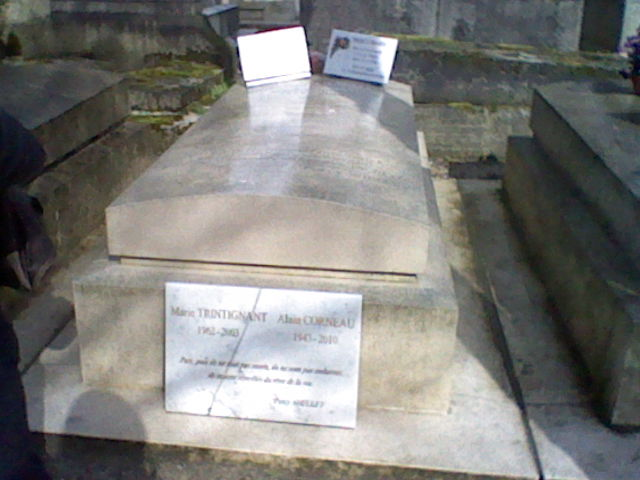
Tombe de Marie Trintignant au cimetière du Père-Lachaise

Bertrand Cantat lui assène dix-neuf coups, à l'origine d'une fracture du nez, de lésions internes et d'un œdème cérébral,. Bertrand Cantat la porte alors jusque dans son lit, sans appeler les secours. En pleine nuit, il téléphone à Vincent Trintignant, le frère de Marie, lui expliquant qu'il l'a frappée. Ce dernier rejoint le chanteur dans la chambre du couple. Leurs versions divergent sur le déroulement des heures qui suivent. Vincent Trintignant appelle finalement les secours à 7 h 15 lorsqu'il prend conscience que sa sœur ne dort pas mais ne réagit plus et souffre d'hémorragies. Marie Trintignant est admise à l'hôpital universitaire de Vilnius dans un coma profond. Par la suite, malgré son état critique, Marie Trintignant est rapatriée en France, où elle meurt de ses blessures le 1er août 2003.
Bertrand Cantat rentre à l'hôtel où il tente de se suicider en avalant un mélange de tranquillisants et d'antidépresseurs. Il subit à l'hôpital un traitement de désintoxication lourd. Dans ses premières déclarations aux médecins, Cantat affirme avoir consommé du cannabis et des amphétamines. Ces dernières sont connues pour augmenter l'agressivité et la violence. Dans les interrogatoires suivants, il nie ces dernières consommations mais reconnaît une forte consommation d'alcool.

#### L'enquête
Lors de sa garde à vue,, Bertrand Cantat déclare avoir porté « 4 ou 5 ou 6 », fortes gifles à sa compagne, version qu’il réitèrera lors de son interrogatoire,, puis lors de son procès,. Les rapports médico-légaux français, et lituaniens jugent le récit du chanteur compatible avec les constats de l’autopsie de Marie Trintignant, avec des réserves. Ils font état de blessures externes et internes à la tête, résultant des coups portés, et ayant entraîné l’irréversible coma. Le rapport d'autopsie, corédigé par la directrice de l'Institut médico-légal de Paris, Dominique Lecomte, remis le 12 août 2003 à la juge d'instruction Nathalie Turquey, évoque des « fractures et éclatements des os propres du nez par écrasement », et des « lésions cérébrales […] qu'on observe dans l'ébranlement du cerveau dans la boîte crânienne, avec hémorragie des nerfs optiques. » Il relève également des hématomes sur le corps de Marie Trintignant,, qu’ils attribuent à d'autres causes que des coups : prises aux bras et déplacement du corps de l’actrice par le chanteur (« j’ai voulu la jeter sur le canapé. En la lançant sur le sofa […] elle est tombée par terre. Elle n’a pas atterri complètement sur le sofa, j’ai loupé mon coup »). Le rapport lituanien relève également des hématomes sur le corps de Bertrand Cantat. Le médecin légiste balte appelé à la barre lors du procès confirmera cette position,.
Le 11 septembre 2003, la maison landaise des Cantat est détruite par un incendie criminel dont les auteurs ne seront jamais identifiés,.
La brigade criminelle française, agissant en coopération avec la justice lituanienne, conduit une enquête incluant l’audition des quatre anciennes compagnes de Bertrand Cantat, qui ne retrouve aucune trace de violence physique antérieure commise par le chanteur,.

#### Le procès
Les faits ayant eu lieu en Lituanie, le parquet lituanien refuse l'extradition et le procès se déroule à Vilnius du 16 au 29 mars 2004. Bertrand Cantat est condamné par la justice lituanienne le 29 mars 2004 à huit ans d'emprisonnement pour « meurtre commis en cas d'intention indirecte indéterminée ». Les juges baltes ayant écarté l'intention de donner la mort, cette qualification lituanienne a été assimilée par des magistrats français au crime de « violences ayant entraîné la mort sans intention de la donner » prévu à l'article 222-7 du code pénal français, aussi désigné par « coups mortels ».

#### Médiatisation
L'affaire connaît une forte médiatisation, régulièrement marquée par une passe d'armes entre Georges Kiejman, avocat des Trintignant, et Olivier Metzner, avocat de Bertrand Cantat. La parution du livre de Nadine Trintignant Ma fille, Marie, réquisitoire contre le chanteur, en octobre 2003 soit quelques mois avant son procès, verra les deux avocats s'affronter devant les tribunaux parisiens,. La sœur et le frère de Bertrand Cantat livreront à leur tour leur version des faits, Ann Cantat dans l'article « Bertrand, mon frère… », paru dans l'Obs, et Xavier Cantat dans son livre Méfaits divers.

#### Transfert en France; libération conditionnelle
Le 28 septembre 2004 — conformément aux dispositions de la Convention européenne du 21 mars 1983 —, Bertrand Cantat est transféré à la prison de Muret, près de Toulouse.
En 2007, du fait de sa bonne conduite en prison, Bertrand Cantat bénéficie de plusieurs permissions de sorties très discrètes, et dépose le 22 juillet une demande de libération conditionnelle à laquelle le parquet ne s'oppose pas. Le 15 octobre, celle-ci est accordée. Libéré après avoir purgé la moitié de sa peine, il s'engage à se soumettre à des mesures de contrôle judiciaire et d'assistance psychologique, et à ne pas s'exprimer publiquement sur l'affaire Trintignant.
Nadine Trintignant, la mère de la victime, s'oppose à cette libération par l'envoi d'une longue lettre au juge d'application des peines, ainsi qu'au Figaro, dans laquelle elle déplore « un signal négatif » donné à l'opinion publique en matière de violences faites aux femmes.
Le 29 juillet 2010, son contrôle judiciaire prend fin, sa condamnation se trouvant, sept ans après l'homicide, purgée.
En avril 2020, dans le livre L'avocat était une femme de Julia Minkowski et Lisa Vignoli, l'avocate pénaliste Céline Lasek retrace les étapes de sa défense de Bertrand Cantat, qu'elle a assurée aux côtés d'Olivier Metzner.

### Suicide de Krisztina Rády

#### Les faits
Bertrand Cantat rencontre sa future épouse, Krisztina Rády, lors du Sziget Festival à Budapest (Hongrie) en 1993. Le couple a deux enfants : Milo (né en 1997) et Alice (née en 2002). Malgré la séparation du couple en 2003, Krisztina Rády soutient Cantat lors de son procès pour le meurtre de Marie Trintignant.
Le couple se reforme à la libération du chanteur en 2008. En 2009, Krisztina Rády le quitte pour François Saubadu, agent d'artistes, mais revient ensuite auprès de lui. Le 10 janvier 2010, elle se suicide, chez elle, dans le quartier Nansouty de Bordeaux, alors que Cantat est présent dans la maison.
Une éventuelle responsabilité de Cantat, alors encore sous contrôle judiciaire, est rapidement écartée à la suite de l'autopsie du corps le 11 janvier 2010, laquelle confirme le suicide par pendaison et l'absence de trace de violence physique ; une lettre d'adieu de Krisztina Rády est retrouvée, dont le contenu n'a pas été rendu public par le parquet de Bordeaux « par respect pour ses proches et sa famille ».

#### Enquêtes et suites judiciaires des années 2010
En 2013, un ouvrage de Stéphane Bouchet et Frédéric Vézard reproduit un message téléphonique laissé par Krisztina Rády sur le répondeur de ses parents, six mois avant son suicide, évoquant le comportement violent de son compagnon, alors en liberté conditionnelle. Suite à cette enquête, en 2016, Bertrand Cantat perd son procès en diffamation contre François Saubadu, ex-compagnon de Krisztina Rady, qui l'accusait notamment de « terreur psychologique » envers elle. Le tribunal a jugé que François Saubadu n'a pas dépassé « les limites admissibles de la liberté d'expression »,.
Bertrand Cantat a aussi perdu son procès contre Le Point qui le 30 novembre 2017 publie une enquête contenant de nouvelles accusations de violences, basée sur des témoignages anonymes, dont celui d'un ex-musicien de Noir Désir, accusant Bertrand Cantat d'avoir multiplié des violences conjugales depuis plusieurs années, notamment contre Krisztina Rády, 
Sous couvert de l'anonymat, il déclare,:

« Krisztina m'a demandé, à moi et à tous les autres membres du groupe, de cacher ce que l'on savait, que c'était un homme violent. Je savais qu'il avait frappé la femme avec qui il était avant Krisztina. Je savais qu'il avait tenté d'étrangler sa compagne, en 1989. Je savais qu'il avait frappé Krisztina. Mais, ce jour-là, nous avons tous décidé de mentir. Nous étions tous sous son emprise. Et nous pensions qu'il se soignerait. »

Aucun des musiciens ne reconnaitra publiquement être ce témoin. Bertrand Cantat annonce porter plainte pour diffamation ou injure. À l'issue du procès, Le Point est blanchi de l'accusation de diffamation au titre de la bonne foi, même si les accusations de violences contre Krisztina Rády n'ont pû être étayées.
En mars 2018, Yael Mellul co-écrit avec Lise Bouvet le livre Intouchables ? People, justice et impunité, qui analyse plusieurs affaires médiatiques de violences faites aux femmes, dont les mécanismes d’omertà et d’impunité qui entourent ces affaires, notamment celle de Bertrand Cantat.  
En mai 2018, l'association Femme et libre, présidée par Yael Mellul, dépose une plainte contre Bertrand Cantat,, concernant le suicide de Krisztina Rády, classée sans suite le 6 juillet 2018. La procureure de la République de Bordeaux déclare que « les investigations menées n’ont pas permis de caractériser que le suicide de Krisztina Rády était en relation avec des violences physiques et psychologiques commises par Bertrand Cantat. ». Le chanteur dépose plainte en août 2018 pour dénonciation calomnieuse contre Yael Mellul, en réponse à la plainte classée sans suite que cette dernière avait déposée contre lui,.

#### Enquêtes et suites judiciaires des années 2020
Le 27 mars 2025, Netflix diffuse le documentaire De rockstar à tueur : le cas Cantat, résultat d'une enquête commencée en 2016, dans lequel des témoignages évoquent des violences conjugales répétées,. Un infirmier, qui témoigne de manière anonyme, révèle notamment avoir découvert aux archives hospitalières que Krisztina Rády avait dû se rendre aux urgences à la période où Bertrand Cantat était retourné vivre avec elle, ayant été en 2007 libéré après avoir purgé la moitié de sa peine, en échange de l'engagement à suivre une assistance psychologique. Le document retrouvé par l'infirmier mentionnait, selon lui, que « suite à une altercation avec son compagnon, une violente dispute » s'est terminée en violences avec « décollement du cuir chevelu et des bleus, des hématomes », ce qui « signifie très probablement que Krisztina Rady a été très violemment attrapée par les cheveux ou traînée par les cheveux », avait ajouté cet infirmier,,,,. Ce dernier avait consulté par curiosité son dossier aux archives d'un hôpital de la région bordelaise où il était intérimaire. Selon lui, le dossier mentionne que la patiente « pleurait beaucoup mais ne voulait pas porter plainte pour protéger ses deux enfants »,,,.
Le 24 juillet 2025, l'AFP confirme qu'une enquête a été réouverte par le procureur de la République de Bordeaux pour violences volontaires contre l'ex-épouse du chanteur. Le procureur confirme avoir ressorti le dossier après avoir visionné De rockstar à tueur : le cas Cantat,,,.

## Discographie

### Avec Noir Désir
- 1987 : Où veux-tu qu'je r'garde ?
- 1989 : Veuillez rendre l'âme (à qui elle appartient)
- 1991 : Du ciment sous les plaines
- 1992 : Tostaky
- 1994 : Dies irae
- 1996 : 666.667 Club
- 1998 : One Trip/One Noise
- 2000 : En route pour la joie
- 2001 : Des visages des figures
- 2004 : Nous n'avons fait que fuir
- 2005 : Noir Désir en public
- 2011 : Soyons désinvoltes, n'ayons l'air de rien
- 2020 : Débranché
- 2020 : L'intégrale
- 2021 : À l'Élysée Montmartre 91
- 2022 : Comme elle vient

### L'après Noir Désir
Collaboration
- 2011 : Chœurs (avec Bernard Falaise et Pascal Humbert)
- 2020 : Paz (avec Caryl Ferey, Laurent Girard et Marc Sens)[177]

Au sein du groupe Détroit
- 2013 : Horizons (1er album studio du groupe)
- 2014 : La Cigale (album live)
- 2024 : L'Angle (2nd album studio du groupe)

En solo
- 2017 : Amor Fati

### Participations
- 1993 : Hunger of a Thin Man de Théo Hakola
- 1995 : No Reprise d'A Subtle Plague
- 1997 : Low Estate des 16 Horsepower (reprises de Fire Spirit du Gun Club et de The Partisan de Leonard Cohen)
- 1998 : 1000 Vietnam de Giorgio Canali
- 1998 : Imafa (album d'Akosh S. Unit)
- 1999 : Elettér (album d'Akosh S.Unit)
- 1999 : Black Session de Yann Tiersen (reprise de À ton étoile de Noir désir)
- 2000 : Irvi de Denez Prigent
- 2000 : L'Iditenté des Têtes Raides (album Gratte poil) avec le groupe Noir Désir
- 2000 : Volontaire avec Alain Bashung et le groupe Noir Désir (sur l'album Climax)
- 2001 : Kebelen d'Akosh S. Unit
- 2001 : Kékéland de Brigitte Fontaine sur le titre Bis Baby Boum Boum avec le groupe Noir Désir
- 2001 : Hoarse des 16 Horsepower (reprise live de Fire Spirit du Gun Club)
- 2002 : Oulipop de Frandol (duo sur Partis d'une case)
- 2002 : Ah le monde ! de Per Grazia Ricevuta
- 2009 : À tout moment la rue d'Eiffel
- 2009 : il prête sa voix pour le spectacle Ciels de Wajdi Mouawad
- 2011 : Danser sous la tempête de Souleymane Diamanka
- 2011 : L'un n'empêche pas l'autre de Brigitte Fontaine (sur le titre Les Vergers)
- 2011 : Bar-Bari de L'Enfance Rouge (sur le titre Vengadores)
- 2011 : The Geeks and the Jerkin' Socks de Shaka Ponk (sur le titre Palabra Mi Amor, il apparaît également dans le clip)
- 2012 : Folila avec Amadou et Mariam (sur 6 titres, dont Oh Amadou)
- 2012 : Jeffrey Lee Pierce Session Project - Volume 2: The journey Is Long (sur le titre Rose's Blues de Jeffrey Lee Pierce  avec Pascal Humbert, Warren Ellis et Cypress Grove)
- 2012 : Le Jardin des malices de Guaka[178] (sur le titre F.O.C.)
- 2012 : Foule monstre du groupe Eiffel (sur le titre Lust for Power)
- 2012 : Inadaptée avec Brigitte Fontaine (BO de Le Grand Soir de Benoît Delépine et Gustave Kervern)
- 2014 : Jeffrey Lee Pierce Sessions Project – Volume 3 : Axels & Sockets (sur les titres Constant Limbo avec Mark Lanegan et Desire my blue river)
- 2015 : Les Hurlements d'Léo chantent Mano Solo : Histoires (sur le titre Allez viens)[179]
- 2015 : Doi de Maddi Oihenart (sur les titres Agian et Ez Dut Ikusi)
- 2017 : Medicinalma - Les médecines de l'âme, poèmes lus et chantés au profit de l'association Théra'coeur.
- 2021 : il signe la musique originale de la pièce Mère de Wajdi Mouawad[180].

### Autres
- La chanson Télégramme 2003 d'Hubert-Félix Thiéfaine, parue en 2005 dans l'album Scandale mélancolique, est adressée à Bertrand Cantat, après le féminicide de Marie Trintignant que Thiéfaine qualifie d'« accident »[181],[182].

## Filmographie
- 2012 : Holy Motors de Leos Carax : silhouette.
- 2016 : Les Premiers, les Derniers de Bouli Lanners : sur le titre Maybe I